# Shiyan, Shenzhen
Shiyan (kinesiska: 石岩) är ett stadsdelsdistrikt i staden Shenzhen i provinsen Guangdong i sydöstra Kina. Det ligger i stadsdistriktet Bao'an. Antalet invånare vid folkräkningen 2020 var 514 352.